# Памятник Державину (Казань)

Памятник Державину (современный вид)

Памятник Державину (тат. Державин һәйкәле) — памятник поэту, видному общественному деятелю и первому министру юстиции Российской империи Гавриилу Романовичу Державину, открытый в Казани 3 декабря 2003 года. Современный монумент является воспроизведением памятника, существовавшего в 1846—1932 годах, находится у входа в Лядской сад со стороны улицы Горького.

## Описание памятника
Скульптура изображает поэта сидящим на табурете в римской тоге, в лёгких сандалиях и с непокрытой головой. В правой руке Гавриил Романович держит стиль, левой поддерживает лиру. На лицевой стороне пьедестала находится надпись: «Г. Р. Державину. 1846».
На правом барельефе Державин «декламирует» оду «Фелица», а три обнажённые грации полностью внимают ему. Тыльную часть постамента украшают фигуры Дня и Ночи — некий образ Вселенной, воспетой литератором в одной из его од.
Тему левого барельефа скульптор М. Гасимов трактует примерно так: просвещение безо всякого оружия побеждает невежество, которое падает, роняя свою маску.

## История

### Проект

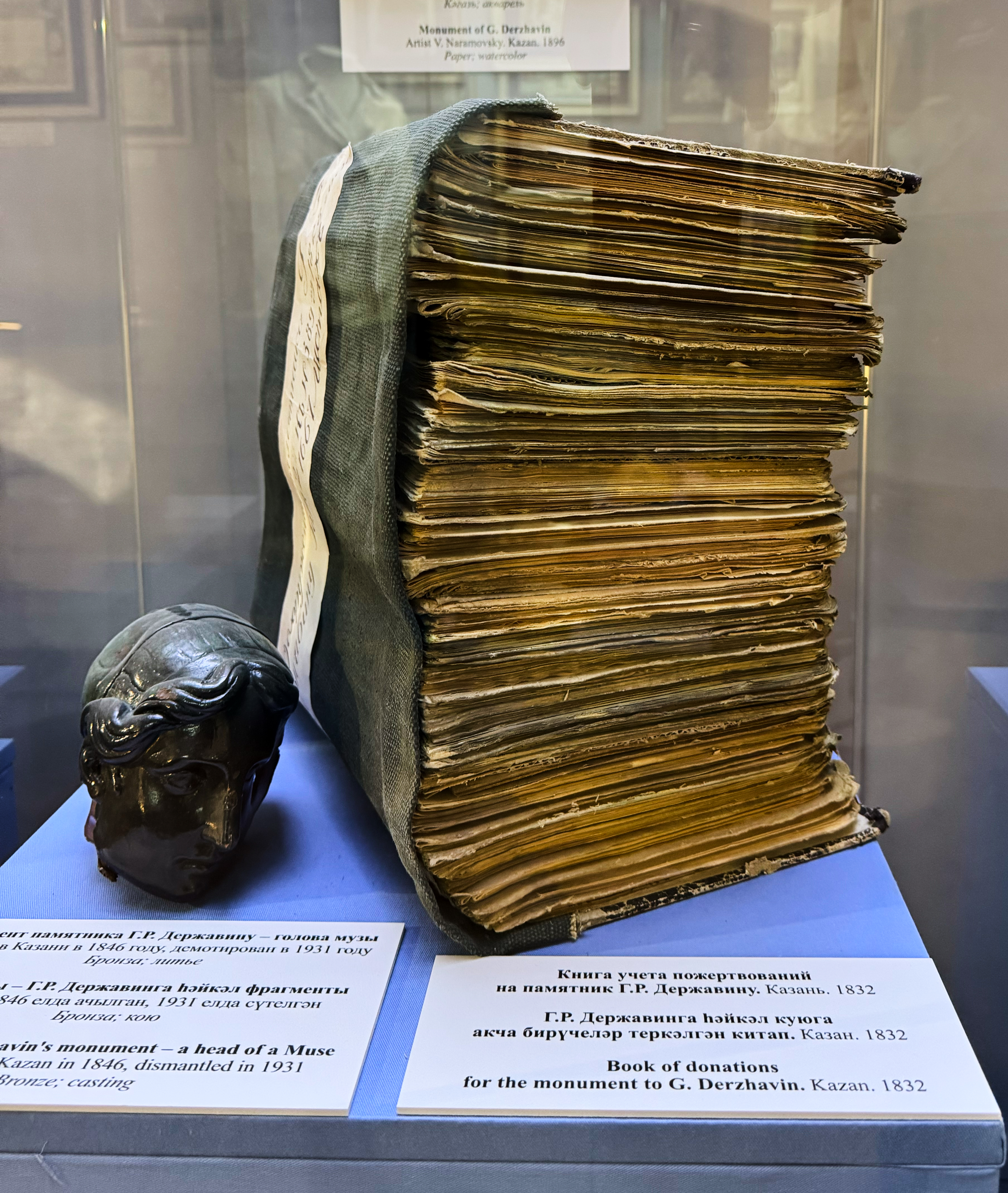
Книга учёта пожертвований на памятник Державину (Национальный музей Республики Татарстан)

Впервые предложение поставить в Казани памятник Гавриилу Державину, местному уроженцу, было высказано профессором И. Ф. Яковкиным:4 сразу после получения известия о смерти поэта — 24 сентября 1816 года — на чрезвычайном публичном заседании Казанского общества любителей отечественной словесности, почётным членом которого Державин был избран 8 июля 1815 года. Потом этот вопрос поднимался обществом на собраниях в 1817 и 1825 годах, но только в 1828 году было поручено разработать проект памятника. Его выполнил казанский художник Лев Крюков. Согласно эскизу Крюкова на пьедестале должна была быть первая строка из стихотворения «Памятник»:5. Проект был одобрен членами Казанского общества любителей отечественной словесности и получил положительное заключение министра народного просвещения князя К. А. Ливена.
Однако Императорская академия художеств отвергла этот проект. Поэтому профессору архитектуры Абраму Мельникову был заказан новый вариант памятника. Его проект бюста на пьедестале был одобрен Академией художеств и 5 декабря 1831 года высочайше утверждён императором Николаем I.
По всей России был объявлен сбор добровольных пожертвований на сооружение памятника. Однако, поскольку он принёс намного больше того, что предусматривалось сметой, министр внутренних дел Д. Н. Блудов поручил улучшить проект. Было заказано соорудить такой памятник, чтобы «по изяществу рисунка и размерам соответствовал цели изъявить уважение России к одному из первейших поэтов, и, вместе с тем, служил бы украшением довольно важного города в Империи, какова Казань»:6.
Срок подачи проектов на новый конкурс был назначен на 31 августа 1832 года. Его участникам была дарована свобода в финансовом отношении, поэтому заявки поступили от множества российских скульпторов и архитекторов. Совет Академии художеств одобрил три работы: две привлекли внимание «лучшим вкусом в общей форме фигуры и пьедестала», одна — «необыкновенной идеей». Из них император выбрал проект академика Константина Тона со статуей и барельефами скульптора Самуила Гальберга.

### Возведение
Было много дискуссий о том, где установить памятник. Уже 9 августа 1830 года попечитель Казанского учебного округа М. Н. Мусин-Пушкин поручал ректору университета Н. И. Лобачевскому в связи с намечающейся установкой памятника «приказать университетскому архитектору Гартману снять копию с тех частей города, где находятся Арское поле и Театральная площадь».
Предлагались Арское поле, Чёрное озеро, Театральная площадь и площадь перед Казанским императорским университетом, вблизи здания клиники. В августе 1836 года Николай I, будучи в Казани, указал место для памятника — полукруглую площадку в университетском дворике перед анатомическим театром.
Детали памятника изготавливались в Санкт-Петербурге. Из-за кончины С. И. Гальберга работы над статуей и барельефами завершали его ученики — скульпторы Н. А. Ромазанов и К. М. Климченко.
В 1843 году из столицы в Казань были высланы каменные части монумента, три года спустя — металлические. Материалы доставляли двумя баржами по Волге.
Академик Я. К. Грот в своём капитальном труде «Жизнь Державина» приводит рассказ очевидца о том, как весной 1843 года в Казань прибыл первый «транспорт» с каменными частями памятника:

…университетское начальство созвало архитекторов, которые, разумеется, указали на употребительские в таких случаях сложные, недёшево стоящие приспособления. Но приказчик судна решил вопрос гораздо проще. У старого канала бывает биржа или род ярмарки, на которую стекается множество народа. К этому-то сборищу и обратился он с такой речью:
 «Народ прославленный! Вот приехала Держава и перевезти её надо, а как это сделать, если ты не поможешь? Народ православный! Помоги перевезти Державу!»
Толпа, не задумываясь, выразила свою готовность исполнить просьбу, — тотчас устроены были салазки и весь материал дружно был перевезён с берега к университету.
Торжественная закладка первого камня фундамента памятника состоялась 15 сентября 1844 года в присутствии губернатора Шипова С. П. и ректора Казанского университета Лобачевского Н. И..
Второму «транспорту» пришлось перезимовать в Нижнем Новгороде, чтобы ранней весной 1847 года, во время разлива Казанки, «дощаник» с материалами прошёл по Старому каналу (существовавшей в XIX веке протоке Булак, вытекающей из северной оконечности озера Кабан и впадающей у Кремля в Казанку) до здания второй гимназии (на Левобулачной улице).
Перенос бронзовых деталей со второго транспорта за 25 рублей подрядился сделать некий Тимофей Деянов, который нашёл 20 помощников. В виду дешевизны предложения он был сразу нанят (первый подрядчик — немец Денике, просил у ректора университета И. М. Симонова на эти цели 300 рублей). Однако рабочие, доставлявшие детали во двор университета, повредили их — указательный палец скульптуры сломался. Артельщики так испугались своей промашки, что убежали, не взяв оплаты.
Большую часть работ по установке памятника в Казани осуществляли городской архитектор Х. Крамп и университетский зодчий М. П. Коринфский. Значительный объём работ выполнил петербургский каменных дел мастер Степан Анисимов. Собрать воедино все элементы удалось только летом 1847 года, поэтому отлитая на лицевой стороне пьедестала надпись «1846» оказалась просроченной.
Памятник Г. Р. Державину несколько месяцев прикрывала холстина, пока 23 августа 1847 года он не был торжественно выставлен на всеобщее обозрение. На состоявшемся по этому случаю торжестве, в присутствии нескольких сот человек, выступил доктор философии, профессор университета К. К. Фойгт со своим «Похвальным словом Г. Р. Державину»:

…Были до сего времени в Казани памятники отдаленных веков. Но памятник, воздвигнутый в честь, во славу уроженца Казани, является первым…
На открытии памятника также выступил настоятель Зилантова Успенского монастыря архимандрит Гавриил:

…Бессмертны твои творения, гений в Русских стихотворцах изящнейший! Сладкое и тихое бряцание гармонической лиры твоей, непрестанет увеселять человечество…
По случаю торжественного открытия памятника «Казанские губернские ведомости» поместили стихотворение «На открытие памятника Гавриилу Романовичу Державину в Казани», которое заканчивалось высокой поэтической нотой: «Гордись, Казань! Его, певца, роди́ла ты!».

### Перенос

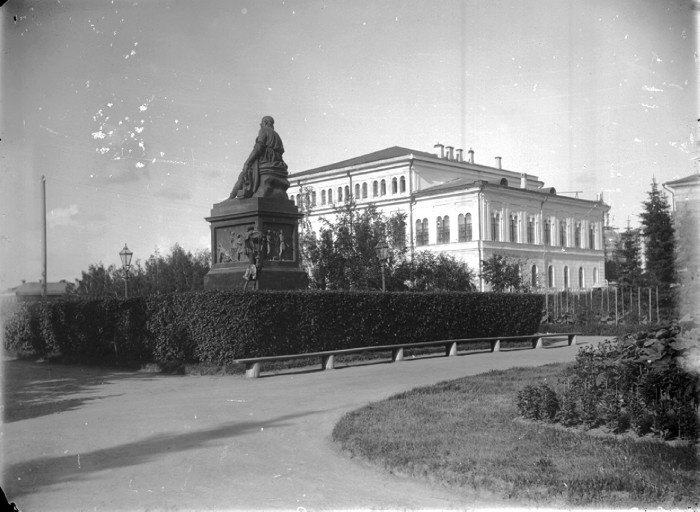
Вид на памятник и здание Дворянского собрания из сквера в 1894 году

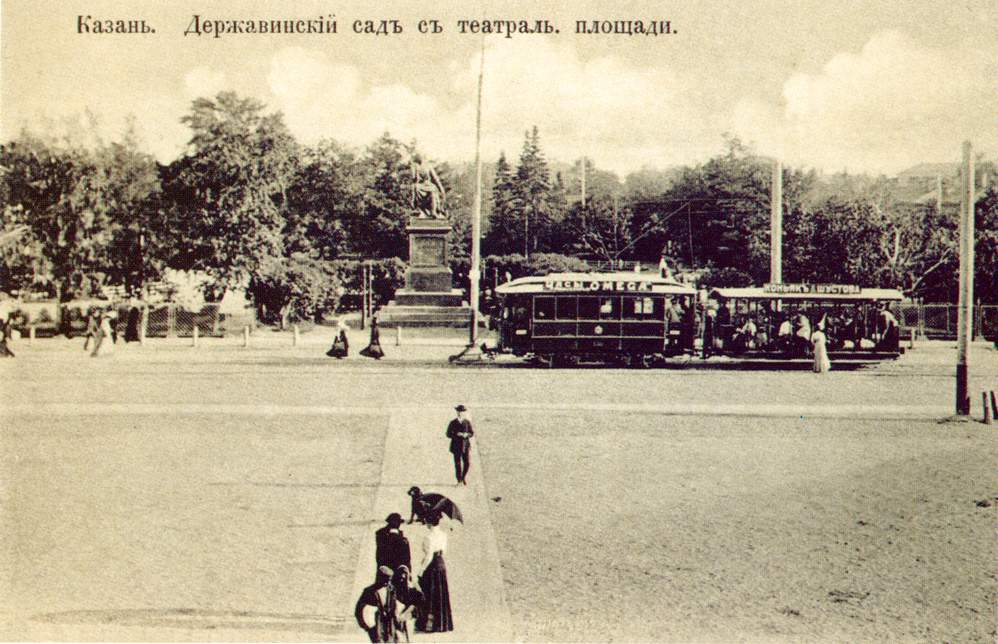
Вид на Державинский сад и памятник с Театральной площади в начале XX века

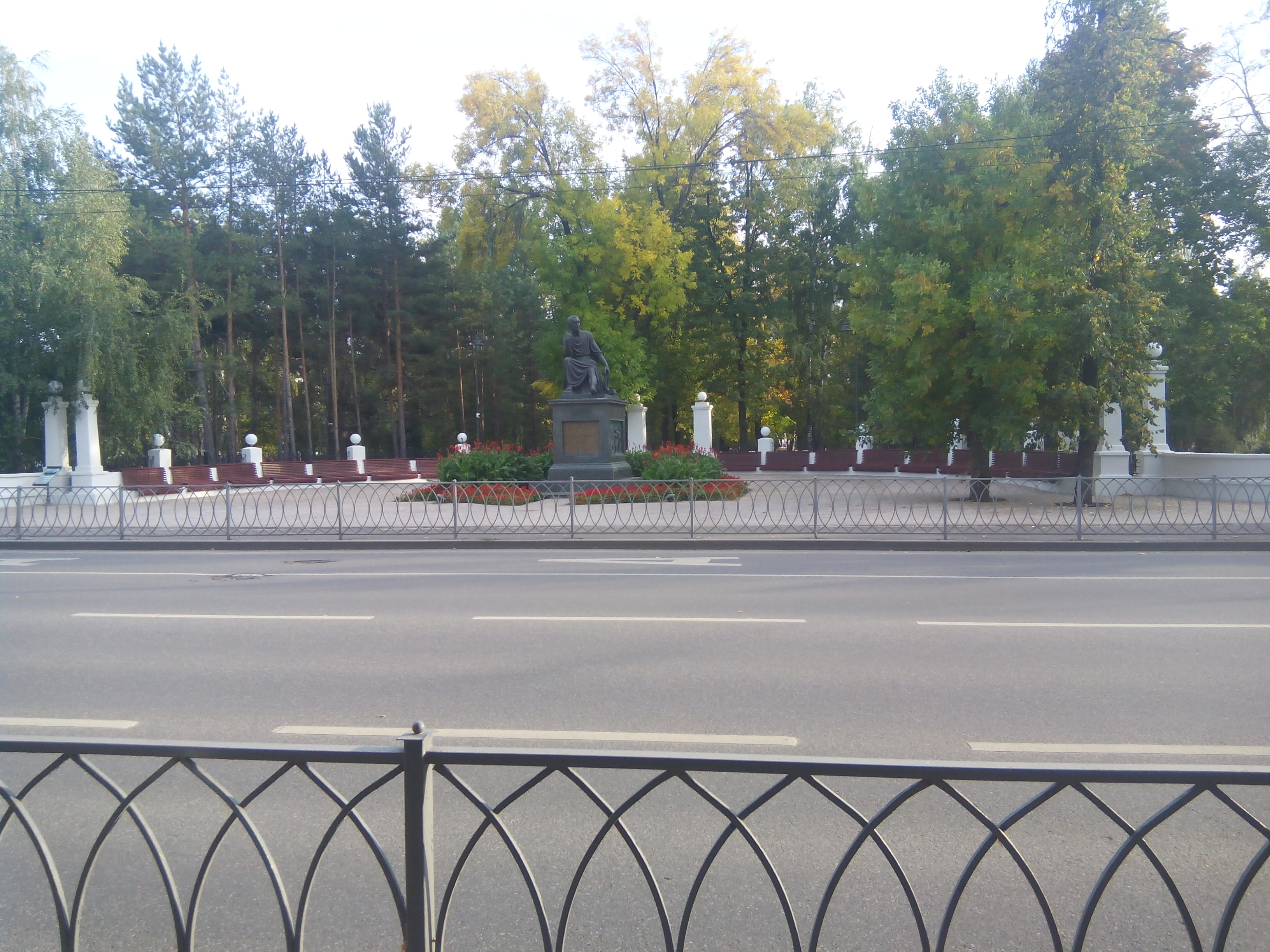
Современный вид

Уже 20 июня 1860 года попечитель Казанского учебного округа князь П. П. Вяземский направляет ректору университета А. М. Бутлерову письмо следующего содержания:

Казанский военный губернатор, желая ходатайствовать о перенесении памятника Державина с университетского двора на Воскресенскую площадь, предписал городской думе изыскать для этого средства.
22 июня 1860 года А. М. Бутлеров предложил профессорам, адъюнктам и преподавателям университета пожертвовать деньги на перенесение памятника. В числе жертвователей были, например, В. И. Григорович, А. Н. Бекетов, А. Х. Эверсман, А. Н. Ракович. Однако, выступивших против переноса памятника было больше, среди них, например: Е. Ф. Аристов, А. Ф. Попов, А. И. Козлов.
Губернское земство также хлопотало в начале 1867 года о переносе памятника Державину с внутреннего двора Казанского императорского университета на более значимое место.
9 февраля 1868 года Александр II, удовлетворив просьбу земства, разрешил установить памятник Гавриилу Державину на главной площади города — Театральной (её часть ныне называется площадью Свободы).
Сбор пожертвований на перенос монумента шёл поначалу медленно, что дало повод публицисту Н. А. Демерту написать (под псевдонимом И. Скалозубов) для сатирического журнала «Искра» фельетон «О том, как казанское земство перетаскивает на мужицкий счёт поэта Державина с места на место»:

Двадцать с лишком лет просидел бронзовый певец Фелицы на университетском дворе, на своем гранитном пьедестале, как подобает чиновникам первых трёх классов, в римской тоге, на босу ногу, с какой-то зубочисткой в руке; все об нём и позабывать уже начали было, но вдруг года два тому назад какому-то дворянину пришла в голову мысль: перетащить мурзу со двора на площадь, к дворянскому собранию, чтобы виднее был.
Наконец, на собранные у населения «по добровольной подписке» средства памятник был перенесён на новое место. Как писали об этом летом 1870 года «Казанские губернские ведомости»:

27 июня начались предварительные работы, а 3 июля памятник был уже перетащен на новое место, но ещё не приведён в надлежащий вид (сегодня, 28 июля, памятник установлен). Говорим перетащен, потому что памятник не везли, не несли, а именно тащили народом, что продолжалось с 3 до 9 часов пополудни…
Весною 1871 года вокруг памятника Державину был разбит сквер, который со временем превратился в Державинский сад.

### Разрушение
В начале 1930 годов памятник Г. Р. Державину был по постановлению городских властей снесён и уничтожен.
26 апреля 1931 года газета «Красная Татария» опубликовала о памятнике небольшую историческую справку, в которой сам Державин назывался «влиятельным вельможей, льстивым царедворцем, помещиком-крепостником, усмирителем пугачёвского бунта». Г. Р. Державин служил офицером в 1770-х годах и был автором стихов, посвящённых своим, боровшимся с пугачёвским восстанием, генералам: А. И. Бибикову («Ода на смерть генерал-аншефа Бибикова») и И. И. Михельсону («Эпистола к генералу Михельсону на защищение Казани»).

Советское правительство низложило Державина с литературного трона и швырнуло последнего дворянина Казани с пьедестала на мостовую. Первым борцом за пролетарскую Казань был Емельян Пугачёв. На месте памятника Державину нужно поставить памятник Пугачёву, первому борцу за пролетарскую Казань.— С. Ефремов. С пьедестала на мостовую // Красная Татария. — 7 июня 1931 года.
Таким образом, памятник Державина заменили гипсовым изображением Емельяна Пугачёва. Державинский сад при этом переименовали в Пугачёвский.
В 1936 году на его месте был заложен фундамент нового оперного театра, стройка которого завершилась только в 1956 году.

### Восстановление
В связи с исполняющимся 14 июля 2003 года 260-летием со дня рождения Державина правительство Татарстана 8 июля 2000 года постановило начать подготовку к празднованию его 260-летия и принял предложение Министерства культуры Республики Татарстан и администрации Казани о восстановлении памятника Г. Р. Державину. Заказчиком по сооружению восстановленного памятника была назначена администрация города Казани.
При рассмотрении проекта памятника конкурсная комиссия абсолютным большинством голосов остановила свой выбор на варианте, предложенном казанским скульптором Махмудом Гасимовым (автором бюста Державину, установленного в Лаишевском районе). Его задумка заключалась в изготовлении предельно точной копии того памятника, который был установлен в 1847 году и уничтожен в 1930-х годах. Для этого М. Гасимов при работе над скульптурой пользовался старинными рисунками, гравюрами и фотографиями начала XX века, на которых был изображён памятник Державину. На памятнике была даже воспроизведена ошибка с годом появления монумента во дворе университета: 1846-й, а не 1847-й. Как и в оригинале, инициалы «Г. Р.» были вынесены в отдельную строку.
Проект включал не только сам памятник, но и малые архитектурные формы рядом с ним: светильники, декоративный полукруг за монументом.
Архитектурное решение проекта принадлежит Розалии Нургалеевой, начальнику управления городского дизайна, председателю Союза архитекторов РТ (здание Союза архитекторов РТ находится рядом с памятником).
Изготовление памятника осуществил Казанский экспериментально-производственный завод Волжско-Камского научно-исследовательского института водного лесотранспорта (ВКНИИ ВОЛТ). Приготовленный для изготовления памятника металл был похищен. Памятник был завершён, когда металл был найден. Казанские литейщики отлили голову, торс и руку с лирой воссозданной скульптуры Державина из трёх тонн бронзы, оставшихся «лишними» после изготовления скульптуры императрицы Елизаветы, установленной в Балтийске в Калининградской области.
Установили его, провели благоустройство прилегающей территории работники треста «Горводзеленхоз».
В августе 2003 года начались подготовительные работы к установке памятника Державину в Лядском садике. Памятник был торжественно открыт 3 декабря 2003 года.

После долгих лет Гавриил Державин вернулся в родные края и занял своё достойное место… Наконец-то, в год 260-летия нашего великого земляка, город увидел возрождённый памятник. Наши архитекторы сделали великое дело — сумели повторить то, что в своё время было под силу только великим Тону и Гальбергу.— Из речи президента Татарстана М. Ш. Шаймиева на открытии памятника Державину.
Памятник Державину, воспевшему победы российской армии над турками, сейчас находится напротив Генерального консульства Турецкой Республики в Российской Федерации, расположенного в Казани по адресу: улица Горького, 23 / улица Муштари, 27.
Памятник уважаемому среди татар Державину (сам Державин считал себя потомком татарских мурз) назывался ими «бакырбабай» (то есть «медный дедушка»).

#### Основные отличия от прежнего памятника
1. Изменены пропорции. Прежний монумент был значительно выше современного — за счёт лестничного подножия и пьедестала из красного мрамора[17][18].
2. «Подправлено» некоторое несовершенство в изображении обнажённых граций на барельефе (с одобрения членов художественно-экспертной комиссии Министерства культуры РТ). Этот барельеф критиковался ещё С. Монастырским в «Иллюстрированном спутнике по Волге» 1884 года[19]:142: «Изображение муз не вполне отвечает потребностям изящного вкуса; это просто коллекция обнажённых женщин, представленных с серьёзными физическими недостатками»[6].